# Aeroporto de Balsas
O aeroporto de Balsas é um dos aeroportos de maior altitude no Maranhão. A principal companhia aérea que operava no aeroporto de Balsas era a SETE Linhas Aéreas, de Goiás, que operava com aeronaves de pequeno porte. Porém o aeroporto ficou por um tempo interditado, fazendo com que a empresa excluísse a cidade da sua malha aérea. O aeroporto possui uma pista de asfalto com cerca de 1300 metros de extensão e 30 metros de largura.
Em fevereiro e março de 2018 o aeroporto passou por manutenção corretivas e preventivas, envolvendo a recuperação da pista de pouso decolagem, táxi e estacionamento de aeronaves, manutenção das cercas patrimoniais/operacionais e áreas verdes.
O aeroporto não passava por um reparo na pista desde a década de 1980, e teve a proibição de pousos de aeronaves pela Agência Nacional de Aviação Civil (Anac), após relatório de inspeção aeroportuária.
O aeroporto tem capacidade para receber aviões de médio porte como Fokker 100, Embraer 195 e Airbus A320.
Atualmente o aeroporto de Balsas é considerado o 2.° mais movimentado em aeronaves de pequenos portes (monomotores, bi-motores) do Maranhão. Utilizado por empresários, voos fretados, bancos e aviação agrícola.

## Acidentes e Incidentes

### Acidente de 3 de agosto de 2014
Na manhã de 3 de agosto de 2014, uma aeronave monomotor Embraer-720C, de prefixo PTWPH, com cinco pessoas a bordo caiu sobre uma casa logo após decolar no aeroporto, o piloto e mais quatro passageiros morreram na queda da aeronave.
O piloto chegou a pedir ajuda pelo rádio e informou que havia uma “pane no motor” do avião.

### Acidente de 9 de novembro de 2015
Um acidente ocorreu na tarde de 9 de novembro de 2015. Envolveu uma aeronave agrícola modelo Airtractor – 502, que realizava testes desde o período da manhã no aeroporto.
Após decolar acabou caindo na pista, e pegando fogo. O piloto Jose Mauro Jaques de Medeiros, experiente em voos, morreu carbonizado.
O proprietário e piloto de Avião Eduardo Canedo que estava no aeroporto no momento do acidente disse que a aeronave correu na pista de decolagem por mais ou menos 700 m e subiu de uma maneira fora do normal, na vertical e que da mesma forma que o avião subiu ele desceu. Que o piloto tentou salvar a aeronave flapiando o avião; o que para Eduardo Canedo descarta a possibilidade do piloto ter apagado durante a decolagem.